# Lega professionistica degli Emirati Arabi Uniti 2015-2016
La UAE Pro-League 2015-2016 è stata la 41ª edizione della massima competizione nazionale per club degli Emirati Arabi Uniti, l'ottava dall'introduzione del calcio professionistico negli Emirati e la terza con il nuovo nome di UAE Arabian Gulf League, la squadra campione in carica è l'Al Ain, che nella precedente stagione si è aggiudicata il dodicesimo titolo nazionale
Alla competizione prenderanno parte nuovamente 14 squadre, tra cui le due neo-promosse Al Fujairah ed Al-Shaab.

## Squadre partecipanti
| Team              | Città          | Manager           | Stadio                                | Capacità |
| ----------------- | -------------- | ----------------- | ------------------------------------- | -------- |
| Al-Ahli Dubai     | Dubai          | Cosmin Olăroiu    | Rashed Stadium                        | 18,000   |
| Al-Ain            | al-'Ayn        | Zlatko Dalić      | Hazza Bin Zayed Stadium               | 25,000   |
| Al Dhafra         | Madinat Zayed  | Mohamed Kwid      | Hamdan bin Zayed Al Nahyan Stadium    | 12,000   |
| Fujairah          | Fujairah       | Ivan Hašek        | Fujairah Club Stadium                 | 5,000    |
| Al-Jazira         | Abu Dhabi      | Henk ten Cate     | Stadio Mohammed Bin Zayed             | 42,056   |
| Al-Nasr           | Dubai          | Ivan Jovanović    | Al-Maktoum Stadium                    | 12,000   |
| Al-Shaab          | Sharjah        | Walter Zenga      | Khalid Bin Mohammed Stadium           | 10,000   |
| Al-Shabab         | Dubai          | Caio Júnior       | Maktoum Bin Rashid Al Maktoum Stadium | 12,000   |
| Sharjah           | Sharjah        | Abdulaziz Mohamed | Sharjah Stadium                       | 18,000   |
| Al-Wahda          | Abu Dhabi      | Javier Aguirre    | Al-Nahyan Stadium                     | 12,000   |
| Al-Wasl           | Dubai          | Gabriel Calderón  | Zabeel Stadium                        | 12,000   |
| Baniyas           | Abu Dhabi      | Luis García       | Bani Yas Stadium                      | 9,570    |
| Dibba Al-Fujairah | Fujairah       | Theo Bücker       | Fujairah Club Stadium                 | 5,020    |
| Emirates          | Ras al-Khaimah | Paulo Comelli     | Emirates Club Stadium                 | 5,000    |

## Classifica finale
|                                | Pos. | Squadra           | Pt | G  | V  | N | P  | GF | GS | DR  |
| ------------------------------ | ---- | ----------------- | -- | -- | -- | - | -- | -- | -- | --- |
| Emirati Arabi Uniti (bandiera) | 1.   | Al-Ahli Dubai     | 66 | 26 | 21 | 3 | 2  | 60 | 20 | +40 |
|                                | 2.   | Al-Ain            | 57 | 26 | 18 | 3 | 5  | 53 | 24 | +29 |
|                                | 3.   | Al-Wahda          | 43 | 26 | 13 | 4 | 9  | 45 | 28 | +17 |
|                                | 4.   | Al-Nasr           | 41 | 26 | 11 | 8 | 7  | 47 | 36 | +11 |
|                                | 5.   | Al-Shabab         | 40 | 26 | 11 | 7 | 8  | 34 | 27 | +7  |
|                                | 6.   | Al-Wasl           | 39 | 26 | 11 | 6 | 9  | 42 | 36 | +6  |
|                                | 7.   | Al-Jazira         | 37 | 26 | 11 | 4 | 11 | 51 | 50 | +1  |
|                                | 8.   | Al Dhafra         | 34 | 26 | 9  | 7 | 10 | 37 | 39 | -2  |
|                                | 9.   | Baniyas           | 33 | 26 | 8  | 9 | 9  | 41 | 47 | -6  |
|                                | 10.  | Dibba Al-Fujairah | 29 | 26 | 8  | 5 | 13 | 32 | 46 | -14 |
|                                | 11.  | Sharjah           | 28 | 26 | 7  | 7 | 12 | 32 | 40 | -8  |
|                                | 11.  | Emirates          | 27 | 26 | 7  | 6 | 13 | 34 | 47 | -13 |
|                                | 13.  | Fujairah          | 26 | 26 | 7  | 5 | 14 | 43 | 62 | -19 |
|                                | 14.  | Al-Shaab          | 7  | 26 | 1  | 4 | 21 | 22 | 71 | -49 |

Legenda:

      Campione degli Emirati Arabi Uniti e ammessa alla AFC Champions League 2017

      Ammesse alla AFC Champions League 2017

      Retrocesse in UAE Second Division 2016-2017

Note:
Tre punti a vittoria, uno a pareggio, zero a sconfitta.

## Statistiche

### Marcatori
Aggiornata all'8 maggio 2016
| Gol |  |  | Giocatore           | Squadra       |
| --- |  |  | ------------------- | ------------- |
| 25  |  |  | Sebastián Tagliabúe | Al-Wahda      |
| 23  |  |  | Ali Mabkhout        | Al-Jazira     |
| 20  |  |  | Fábio Lima          | Al-Wasl       |
| 15  |  |  | Wanderley           | Sharjah       |
| 15  |  |  | Joaquín Larrivey    | Baniyas       |
| 14  |  |  | Patrick Friday Eze  | Fujairah      |
| 13  |  |  | Makhete Diop        | Al Dhafra     |
| 13  |  |  | Moussa Sow          | Al-Ahli Dubai |
| 11  |  |  | Ishak Belfodil      | Baniyas       |
| 11  |  |  | Nilmar              | Al-Nasr       |

### Premi individuali della Pro League
Di seguito i vincitori.
| Premio                           | Giocatore           | Squadra       |
| -------------------------------- | ------------------- | ------------- |
| Miglior giocatore                | Omar Abdulrahman    | Al-Ain        |
| Miglior giocatore straniero      | Sebastián Tagliabúe | Al-Wahda      |
| Miglior giovane                  | Mohamed Al-Akbari   | Al-Wahda      |
| Miglior portiere                 | Majed Nasser        | Al-Ahli Dubai |
| Miglior Allenatore               | Cosmin Olăroiu      | Al-Ahli Dubai |
| Giocatore dell'anno per i tifosi | Omar Kharbin        | Al Dhafra     |
| Miglior Club dell'anno           |                     | Al-Jazira     |